# Nilschlamm

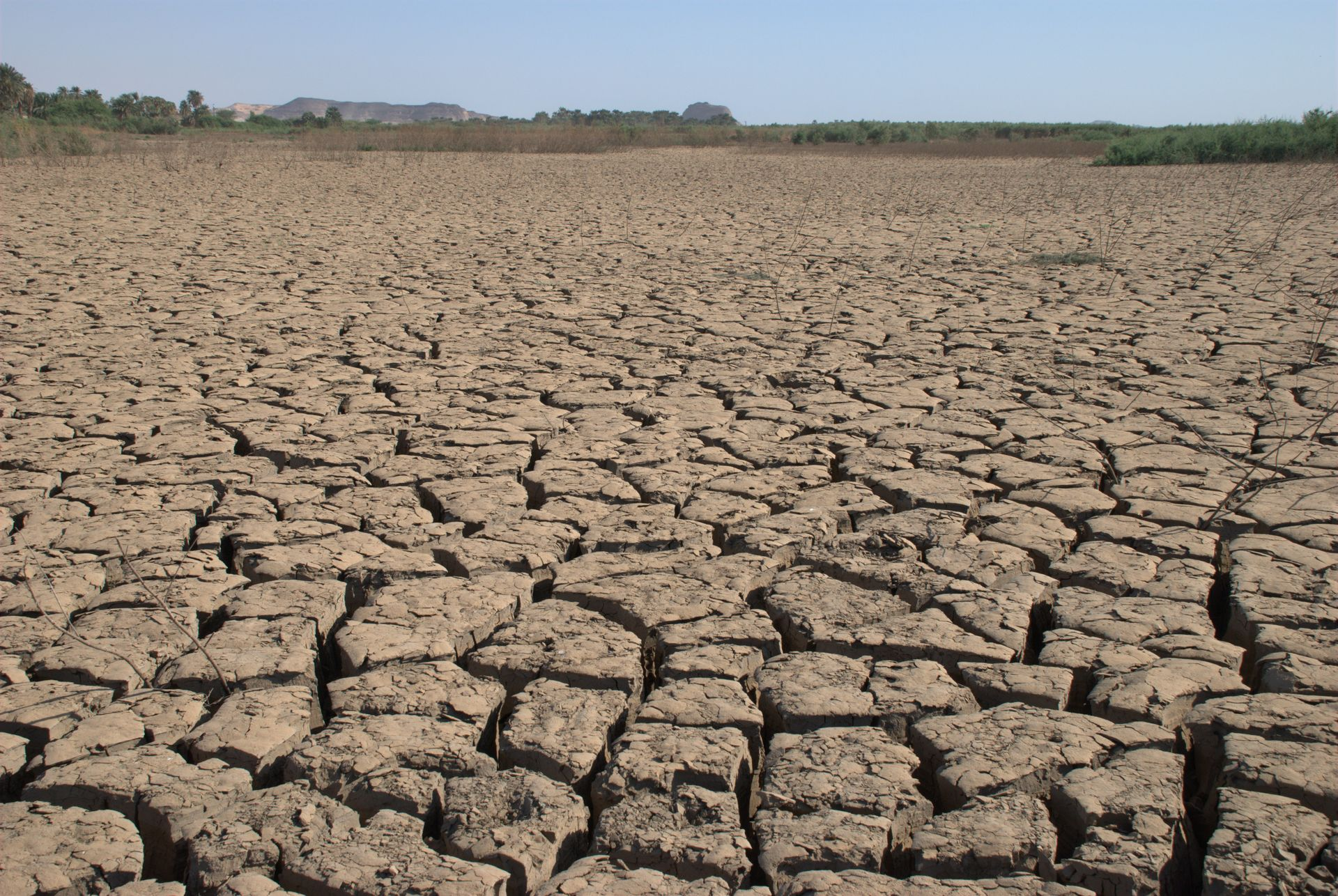
Jährlich überschwemmter Bereich am Nilufer bei Karima in der Nubischen Wüste in Sudan. Die Risse sind in der winterlichen Trockenzeit 30–40 cm tief.

Der Nilschlamm ist fruchtbarer Schlamm aus den Vulkangebieten Äthiopiens, der durch den Nil nach Ägypten transportiert wird und daher seinen Namen trägt.
Durchfeuchteter Nilschlamm ist derart weich und tiefgründig, dass er nicht begangen werden kann. Wegen des hohen Lehmanteils schrumpft der Boden beim Austrocknen und bildet polygonale Platten (Vertisole).
Der sehr fruchtbare Schlamm stellte eine wichtige Grundlage der ägyptischen Landwirtschaft dar, da er aufgrund seines Nährstoffgehalts eine wesentliche Düngerfunktion besaß und das Land am Nil fruchtbar machte.
Mit der von Muhammad Ali Pascha (1805–1848 Vizekönig von Ägypten) begonnenen und von Ismail Pascha (1863–1879 Vizekönig) ausgeweiteten Umstellung der Bewässerungsmethoden am Nil auf ganzjährige Bewässerung begann der Nilschlamm an Bedeutung zu verlieren. Durch den Bau des Sannar-Damms und des Roseires-Damms wurde der Transport des Nilschlammes eingeschränkt. Der Bau des Assuan-Staudamms und später des Merowe-Staudamms verhinderten den Weitertransport endgültig. Daher müssen die im Schlamm enthaltenen Nährstoffe durch Kunstdünger ersetzt werden.
Diese Entwicklung erfolgte vor dem Hintergrund des Anstiegs der Bevölkerung von 2,5 Millionen um 1800 auf etwa 90 Millionen im Jahr 2016.